# اورلاندو (اکلاهما)
اورلاندو(به انگلیسی: Orlando) شهری در ایالت اکلاهما کشور ایالات متحده آمریکا است که جمعیت آن در سرشماری سال ۲۰۱۰ میلادی، ۱۴۸ نفر بوده‌است.